# Casticus
Casticus (lat. Form, keltisch: Casticos) war ein Adliger unter den Sequanern in Ostgallien. Er ist nur bekannt aus einer Passage aus Gaius Iulius Caesars Darstellung des Gallischen Krieges. Sein Vater Catamantaloedes war laut Caesar für viele Jahre der Herrscher des Stammes gewesen und wurde vom römischen Senat als „Freund des römischen Volkes“ anerkannt.
Ca. 60 v. Chr. ließen sich Casticus und der vornehme Haeduer Dumnorix von dem Helvetier Orgetorix zu dem Versuch überreden, die Kontrolle über ihre Stämme und über ganz Gallien an sich zu reißen. Diese Verschwörung wurde jedoch entdeckt und von den Helvetiern gestoppt. Über das weitere Schicksal des Casticus macht Caesar keine Angaben.

## Quelle
- Gaius Iulius Caesar, De bello Gallico 1, 3

| Personendaten    | Personendaten                                      |
| ---------------- | -------------------------------------------------- |
| NAME             | Casticus                                           |
| KURZBESCHREIBUNG | Adliger unter den Sequanern in Ostgallien          |
| GEBURTSDATUM     | 2. Jahrhundert v. Chr. oder 1. Jahrhundert v. Chr. |
| STERBEDATUM      | 1. Jahrhundert v. Chr.                             |